# Canada Cup
Canada Cup – turniej hokeja na lodzie rozegrany pięć razy między 1976 a 1991 rokiem. Po pierwszym Super Series w 1972 roku znacznie wzrosło zainteresowanie międzynarodowymi turniejami hokeja na lodzie. Rywalizacja w Canada Cup miała na celu pokazanie gry najlepszych krajów hokeja na lodzie na świecie. Została zapowiedziany w styczniu 1976 jako turniej gigantów. Canada Cup został rozegrany pięć razy: w 1976, 1981, 1984, 1987, 1991. Aż cztery razy turniej wygrała reprezentacja Kanady. W turnieju brały udział reprezentacje Kanady, Czechosłowacji, Finlandii, ZSRR, Szwecji oraz Stanów Zjednoczonych. W 1984 roku zamiast Finlandii udział wzięła reprezentacja RFN. 
| Rok  | Zwycięzca | Finalista      | 3. miejsce     |
| ---- | --------- | -------------- | -------------- |
| 1976 | Kanada    | Czechosłowacja | ZSRR           |
| 1981 | ZSRR      | Kanada         | Czechosłowacja |
| 1984 | Kanada    | Szwecja        | ZSRR           |
| 1987 | Kanada    | ZSRR           | Szwecja        |
| 1991 | Kanada    | USA            | Finlandia      |

W 1996 roku Canada Cup został zastąpiony przez Puchar Świata w hokeju na lodzie.